# Trichomachimus lobus
Trichomachimus lobus är en tvåvingeart som beskrevs av Shi 1993. Trichomachimus lobus ingår i släktet Trichomachimus och familjen rovflugor.
Artens utbredningsområde är Sichuan (Kina). Inga underarter finns listade i Catalogue of Life.